# Epicles
Epicles was in de Griekse mythologie een Trojaanse strijder en kameraad van Sarpedon. Hij wordt in de Ilias van Homerus gedood door Ajax .